# Eleições legislativas portuguesas de 2002 no distrito de Setúbal
| Eleições legislativas portuguesas de 2002 Distritos: Aveiro \| Beja \| Braga \| Bragança \| Castelo Branco \| Coimbra \| Évora \| Faro \| Guarda \| Leiria \| Lisboa \| Portalegre \| Porto \| Santarém \| Setúbal \| Viana do Castelo \| Vila Real \| Viseu \| Açores \| Madeira \| Estrangeiro |

## Resultados por Concelho
Os resultados nos concelhos do Distrito de Setúbal foram os seguintes:

### Alcácer do Sal
| Partido                 | Partido                        | Votos  | %               | +/-  |
| ----------------------- | ------------------------------ | ------ | --------------- | ---- |
|                         | Partido Socialista             | 3 208  | 43,39 / 100,00  | 5,65 |
|                         | Coligação Democrática Unitária | 2 201  | 29,77 / 100,00  | 0,35 |
|                         | Partido Social Democrata       | 1 139  | 15,41 / 100,00  | 4,67 |
|                         | Partido Popular                | 294    | 3,98 / 100,00   | 0,59 |
|                         | Bloco de Esquerda              | 188    | 2,54 / 100,00   | 0,75 |
|                         | PCTP/MRPP                      | 146    | 1,97 / 100,00   | 0,07 |
|                         | Outros                         | 62     | 0,85 / 100,00   |      |
| Votos Inválidos         | Votos Inválidos                | 155    | 2,10 / 100,00   | 0,26 |
| Total                   | Total                          | 7 393  | 100,00 / 100,00 |      |
| Eleitorado/Participação | Eleitorado/Participação        | 12 472 | 59,28 / 100,00  | 2,03 |

| Freguesia                               | %     | %     | %     | %    | %    | %    | Votantes |
| Freguesia                               | PS    | CDU   | PSD   | PP   | BE   | PCTP | Votantes |
| --------------------------------------- | ----- | ----- | ----- | ---- | ---- | ---- | -------- |
| Alcácer do Sal (Santa Maria do Castelo) | 44,40 | 30,52 | 13,04 | 3,46 | 3,46 | 2,07 | 2 025    |
| Alcácer do Sal (Santiago)               | 44,12 | 21,48 | 21,20 | 5,16 | 3,24 | 1,64 | 2 500    |
| Comporta                                | 44,30 | 29,25 | 14,35 | 6,33 | 1,13 | 2,39 | 711      |
| Santa Susana                            | 26,70 | 49,48 | 17,02 | 1,83 | 1,57 | 2,09 | 382      |
| São Martinho                            | 22,22 | 64,94 | 4,69  | 1,48 | 1,23 | 1,48 | 405      |
| Torrão                                  | 51,02 | 28,18 | 11,61 | 2,70 | 1,46 | 2,34 | 1 370    |
| Alcácer do Sal                          | 43,39 | 29,77 | 15,41 | 3,98 | 2,54 | 1,97 | 7 393    |

### Alcochete
| Partido                 | Partido                        | Votos  | %               | +/-  |
| ----------------------- | ------------------------------ | ------ | --------------- | ---- |
|                         | Partido Socialista             | 2 690  | 43,14 / 100,00  | 4,48 |
|                         | Partido Social Democrata       | 1 517  | 24,33 / 100,00  | 9,14 |
|                         | Coligação Democrática Unitária | 1 185  | 19,01 / 100,00  | 6,59 |
|                         | Partido Popular                | 414    | 6,64 / 100,00   | 1,57 |
|                         | Bloco de Esquerda              | 211    | 3,38 / 100,00   | 0,95 |
|                         | PCTP/MRPP                      | 63     | 1,01 / 100,00   | 0,17 |
|                         | Outros                         | 52     | 0,83 / 100,00   |      |
| Votos Inválidos         | Votos Inválidos                | 103    | 1,65 / 100,00   | 0,06 |
| Total                   | Total                          | 6 235  | 100,00 / 100,00 |      |
| Eleitorado/Participação | Eleitorado/Participação        | 10 269 | 60,72 / 100,00  | 0,07 |

| Freguesia     | %     | %     | %     | %    | %    | %    | Votantes |
| Freguesia     | PS    | PSD   | CDU   | PP   | BE   | PCTP | Votantes |
| ------------- | ----- | ----- | ----- | ---- | ---- | ---- | -------- |
| Alcochete     | 43,64 | 25,04 | 17,46 | 7,08 | 3,52 | 0,76 | 4 209    |
| Samouco       | 41,74 | 22,81 | 22,81 | 5,53 | 3,18 | 1,38 | 1 447    |
| São Francisco | 43,01 | 22,97 | 20,73 | 6,22 | 2,94 | 1,90 | 579      |
| Alcochete     | 43,14 | 24,33 | 19,01 | 6,64 | 3,38 | 1,01 | 6 235    |

### Almada
| Partido                 | Partido                        | Votos   | %               | +/-  |
| ----------------------- | ------------------------------ | ------- | --------------- | ---- |
|                         | Partido Socialista             | 35 050  | 39,83 / 100,00  | 3,34 |
|                         | Partido Social Democrata       | 23 496  | 26,70 / 100,00  | 6,77 |
|                         | Coligação Democrática Unitária | 15 519  | 17,63 / 100,00  | 4,50 |
|                         | Partido Popular                | 5 974   | 6,79 / 100,00   | 0,59 |
|                         | Bloco de Esquerda              | 4 598   | 5,22 / 100,00   | 0,88 |
|                         | Outros                         | 1 497   | 1,70 / 100,00   |      |
| Votos Inválidos         | Votos Inválidos                | 1 874   | 2,13 / 100,00   | 0,06 |
| Total                   | Total                          | 88 008  | 100,00 / 100,00 |      |
| Eleitorado/Participação | Eleitorado/Participação        | 141 084 | 62,38 / 100,00  | 0,76 |

| Freguesia            | %     | %     | %     | %    | %    | Votantes |
| Freguesia            | PS    | PSD   | CDU   | PP   | BE   | Votantes |
| -------------------- | ----- | ----- | ----- | ---- | ---- | -------- |
| Almada               | 39,32 | 28,00 | 18,33 | 5,70 | 5,39 | 12 509   |
| Cacilhas             | 41,59 | 27,12 | 15,81 | 6,24 | 5,94 | 5 004    |
| Caparica             | 40,28 | 21,77 | 20,87 | 8,04 | 4,32 | 8 267    |
| Charneca de Caparica | 37,52 | 32,81 | 13,07 | 7,87 | 4,74 | 9 698    |
| Costa de Caparica    | 34,27 | 38,88 | 10,45 | 8,34 | 4,74 | 6 165    |
| Cova da Piedade      | 42,17 | 24,71 | 18,81 | 5,11 | 5,96 | 13 798   |
| Feijó                | 41,89 | 22,34 | 19,81 | 6,41 | 5,18 | 8 537    |
| Laranjeiro           | 41,95 | 22,70 | 19,17 | 6,72 | 5,37 | 11 345   |
| Pragal               | 36,18 | 28,26 | 18,20 | 7,30 | 6,38 | 3 698    |
| Sobreda              | 36,93 | 28,35 | 16,66 | 8,70 | 4,61 | 5 721    |
| Trafaria             | 41,76 | 21,40 | 21,77 | 6,89 | 4,41 | 3 266    |
| Almada               | 39,83 | 26,70 | 17,63 | 6,79 | 5,22 | 88 008   |

### Barreiro
| Partido                 | Partido                        | Votos  | %               | +/-  |
| ----------------------- | ------------------------------ | ------ | --------------- | ---- |
|                         | Partido Socialista             | 18 523 | 40,98 / 100,00  | 0,38 |
|                         | Coligação Democrática Unitária | 12 596 | 27,86 / 100,00  | 6,10 |
|                         | Partido Social Democrata       | 8 144  | 18,02 / 100,00  | 4,65 |
|                         | Partido Popular                | 2 286  | 5,06 / 100,00   | 0,88 |
|                         | Bloco de Esquerda              | 2 112  | 4,67 / 100,00   | 0,78 |
|                         | Outros                         | 735    | 1,63 / 100,00   |      |
| Votos Inválidos         | Votos Inválidos                | 809    | 1,79 / 100,00   | 0,25 |
| Total                   | Total                          | 45 205 | 100,00 / 100,00 |      |
| Eleitorado/Participação | Eleitorado/Participação        | 72 099 | 62,70 / 100,00  | 0,11 |

| Freguesia                 | %     | %     | %     | %    | %    | Votantes |
| Freguesia                 | PS    | CDU   | PSD   | PP   | BE   | Votantes |
| ------------------------- | ----- | ----- | ----- | ---- | ---- | -------- |
| Alto do Seixalinho        | 42,12 | 28,84 | 15,96 | 5,03 | 4,82 | 12 329   |
| Barreiro                  | 36,40 | 30,90 | 20,95 | 3,66 | 5,24 | 5 550    |
| Coina                     | 42,83 | 33,87 | 13,05 | 2,91 | 2,70 | 927      |
| Lavradio                  | 43,90 | 28,27 | 14,73 | 5,01 | 4,74 | 6 767    |
| Palhais                   | 31,91 | 37,75 | 19,37 | 4,99 | 2,28 | 702      |
| Santo André               | 40,78 | 27,42 | 18,48 | 5,47 | 4,07 | 6 759    |
| Santo António da Charneca | 36,90 | 24,39 | 23,37 | 6,60 | 4,76 | 5 003    |
| Verderena                 | 43,47 | 24,55 | 18,71 | 5,05 | 4,91 | 7 168    |
| Barreiro                  | 40,98 | 27,86 | 18,02 | 5,06 | 4,67 | 45 205   |

### Grândola
| Partido                 | Partido                        | Votos  | %               | +/-  |
| ----------------------- | ------------------------------ | ------ | --------------- | ---- |
|                         | Partido Socialista             | 3 592  | 42,74 / 100,00  | 0,07 |
|                         | Coligação Democrática Unitária | 2 232  | 26,56 / 100,00  | 4,58 |
|                         | Partido Social Democrata       | 1 798  | 21,39 / 100,00  | 5,12 |
|                         | Partido Popular                | 268    | 3,19 / 100,00   | 0,35 |
|                         | Bloco de Esquerda              | 213    | 2,53 / 100,00   | 0,77 |
|                         | PCTP/MRPP                      | 120    | 1,43 / 100,00   | 0,33 |
|                         | Outros                         | 63     | 0,75 / 100,00   |      |
| Votos Inválidos         | Votos Inválidos                | 119    | 1,41 / 100,00   | 0,20 |
| Total                   | Total                          | 8 405  | 100,00 / 100,00 |      |
| Eleitorado/Participação | Eleitorado/Participação        | 12 923 | 65,04 / 100,00  | 0,05 |

| Freguesia                                  | %     | %     | %     | %    | %    | %    | Votantes |
| Freguesia                                  | PS    | CDU   | PSD   | PP   | BE   | PCTP | Votantes |
| ------------------------------------------ | ----- | ----- | ----- | ---- | ---- | ---- | -------- |
| Azinheira dos Barros e São Mamede do Sádão | 43,04 | 24,68 | 19,67 | 3,34 | 4,08 | 2,41 | 539      |
| Carvalhal                                  | 46,00 | 24,43 | 20,81 | 3,77 | 0,90 | 2,11 | 663      |
| Grândola                                   | 42,31 | 28,69 | 20,05 | 2,90 | 2,79 | 1,25 | 5 921    |
| Melides                                    | 43,73 | 17,53 | 29,27 | 4,29 | 1,23 | 1,40 | 1 141    |
| Santa Margarida da Serra                   | 36,17 | 26,95 | 23,40 | 2,84 | 4,26 | 2,13 | 141      |
| Grândola                                   | 42,74 | 26,56 | 21,39 | 3,19 | 2,53 | 1,43 | 8 405    |

### Moita
| Partido                 | Partido                        | Votos  | %               | +/-     |
| ----------------------- | ------------------------------ | ------ | --------------- | ------- |
|                         | Partido Socialista             | 11 839 | 36,06 / 100,00  | 2,76    |
|                         | Coligação Democrática Unitária | 9 653  | 29,40 / 100,00  | 5,00    |
|                         | Partido Social Democrata       | 6 281  | 19,13 / 100,00  | 5,13    |
|                         | Partido Popular                | 2 054  | 6,26 / 100,00   | 1,78    |
|                         | Bloco de Esquerda              | 1 596  | 4,86 / 100,00   | 1,27    |
|                         | PCTP/MRPP                      | 429    | 1,31 / 100,00   | Estável |
|                         | Outros                         | 281    | 0,86 / 100,00   |         |
| Votos Inválidos         | Votos Inválidos                | 696    | 2,12 / 100,00   | 0,04    |
| Total                   | Total                          | 32 829 | 100,00 / 100,00 |         |
| Eleitorado/Participação | Eleitorado/Participação        | 55 988 | 58,64 / 100,00  | 0,86    |

| Freguesia         | %     | %     | %     | %     | %    | %    | Votantes |
| Freguesia         | PS    | CDU   | PSD   | PP    | BE   | PCTP | Votantes |
| ----------------- | ----- | ----- | ----- | ----- | ---- | ---- | -------- |
| Alhos Vedros      | 37,60 | 28,74 | 17,87 | 5,26  | 5,64 | 1,80 | 6 546    |
| Baixa da Banheira | 36,61 | 35,61 | 13,47 | 5,56  | 4,87 | 1,33 | 12 222   |
| Gaio-Rosário      | 40,55 | 37,43 | 11,38 | 4,22  | 2,02 | 1,47 | 545      |
| Moita             | 37,02 | 25,87 | 21,40 | 6,46  | 5,19 | 1,17 | 8 226    |
| Sarilhos Pequenos | 43,03 | 46,28 | 5,55  | 1,35  | 1,22 | 0,54 | 739      |
| Vale da Amoreira  | 29,00 | 16,39 | 35,20 | 10,24 | 4,07 | 0,88 | 4 551    |
| Moita             | 36,06 | 29,40 | 19,13 | 6,26  | 4,86 | 1,31 | 32 829   |

### Montijo
| Partido                 | Partido                        | Votos  | %               | +/-  |
| ----------------------- | ------------------------------ | ------ | --------------- | ---- |
|                         | Partido Socialista             | 7 842  | 41,39 / 100,00  | 4,75 |
|                         | Partido Social Democrata       | 5 649  | 29,81 / 100,00  | 8,39 |
|                         | Coligação Democrática Unitária | 2 664  | 14,06 / 100,00  | 4,61 |
|                         | Partido Popular                | 1 359  | 7,17 / 100,00   | 0,42 |
|                         | Bloco de Esquerda              | 668    | 3,53 / 100,00   | 1,02 |
|                         | PCTP/MRPP                      | 228    | 1,20 / 100,00   | 0,08 |
|                         | Outros                         | 180    | 0,95 / 100,00   |      |
| Votos Inválidos         | Votos Inválidos                | 357    | 1,88 / 100,00   | 0,16 |
| Total                   | Total                          | 18 947 | 100,00 / 100,00 |      |
| Eleitorado/Participação | Eleitorado/Participação        | 34 307 | 55,23 / 100,00  | 0,47 |

| Freguesia                 | %     | %     | %     | %    | %    | %    | Votantes |
| Freguesia                 | PS    | PSD   | CDU   | PP   | BE   | PCTP | Votantes |
| ------------------------- | ----- | ----- | ----- | ---- | ---- | ---- | -------- |
| Afonsoeiro                | 48,38 | 18,37 | 20,17 | 5,60 | 2,62 | 2,05 | 1 606    |
| Alto Estanqueiro - Jardia | 47,41 | 20,18 | 16,25 | 9,82 | 1,61 | 1,88 | 1 120    |
| Atalaia                   | 53,09 | 25,15 | 9,56  | 5,88 | 2,94 | 1,18 | 680      |
| Canha                     | 47,35 | 29,13 | 10,59 | 7,31 | 1,06 | 1,06 | 944      |
| Montijo                   | 39,25 | 32,89 | 12,27 | 7,22 | 4,54 | 0,95 | 11 308   |
| Pegões                    | 40,43 | 35,74 | 9,75  | 8,12 | 1,90 | 1,44 | 1 108    |
| Santo Isidro de Pegões    | 35,57 | 40,77 | 10,57 | 8,78 | 0,74 | 1,34 | 672      |
| Sarilhos Grandes          | 39,83 | 19,42 | 28,23 | 5,63 | 2,58 | 1,59 | 1 509    |
| Montijo                   | 41,39 | 29,81 | 14,06 | 7,17 | 3,53 | 1,20 | 18 947   |

### Palmela
| Partido                 | Partido                        | Votos  | %               | +/-  |
| ----------------------- | ------------------------------ | ------ | --------------- | ---- |
|                         | Partido Socialista             | 8 709  | 37,77 / 100,00  | 7,61 |
|                         | Partido Social Democrata       | 5 924  | 25,69 / 100,00  | 7,53 |
|                         | Coligação Democrática Unitária | 4 692  | 20,35 / 100,00  | 3,23 |
|                         | Partido Popular                | 1 796  | 7,79 / 100,00   | 2,16 |
|                         | Bloco de Esquerda              | 869    | 3,77 / 100,00   | 1,31 |
|                         | PCTP/MRPP                      | 375    | 1,63 / 100,00   | 0,38 |
|                         | Outros                         | 215    | 0,94 / 100,00   |      |
| Votos Inválidos         | Votos Inválidos                | 481    | 2,08 / 100,00   | 0,16 |
| Total                   | Total                          | 23 061 | 100,00 / 100,00 |      |
| Eleitorado/Participação | Eleitorado/Participação        | 40 130 | 57,47 / 100,00  | 1,00 |

| Freguesia      | %     | %     | %     | %     | %    | %    | Votantes |
| Freguesia      | PS    | PSD   | CDU   | PP    | BE   | PCTP | Votantes |
| -------------- | ----- | ----- | ----- | ----- | ---- | ---- | -------- |
| Marateca       | 40,30 | 25,22 | 18,95 | 7,86  | 1,77 | 2,22 | 1 578    |
| Palmela        | 37,82 | 29,03 | 16,25 | 7,82  | 4,84 | 1,42 | 7 088    |
| Pinhal Novo    | 38,57 | 20,54 | 24,60 | 7,48  | 4,10 | 1,54 | 8 848    |
| Poceirão       | 33,65 | 34,22 | 16,23 | 10,16 | 0,85 | 1,93 | 1 762    |
| Quinta do Anjo | 36,62 | 27,69 | 20,55 | 7,32  | 3,17 | 1,82 | 3 785    |
| Palmela        | 37,77 | 25,69 | 20,35 | 7,79  | 3,77 | 1,63 | 23 061   |

### Santiago do Cacém
| Partido                 | Partido                        | Votos  | %               | +/-  |
| ----------------------- | ------------------------------ | ------ | --------------- | ---- |
|                         | Partido Socialista             | 6 509  | 40,40 / 100,00  | 3,59 |
|                         | Partido Social Democrata       | 4 053  | 25,15 / 100,00  | 6,23 |
|                         | Coligação Democrática Unitária | 3 361  | 20,86 / 100,00  | 3,69 |
|                         | Partido Popular                | 918    | 5,70 / 100,00   | 0,45 |
|                         | Bloco de Esquerda              | 567    | 3,52 / 100,00   | 1,05 |
|                         | PCTP/MRPP                      | 292    | 1,81 / 100,00   | 0,27 |
|                         | Outros                         | 131    | 0,81 / 100,00   |      |
| Votos Inválidos         | Votos Inválidos                | 282    | 1,75 / 100,00   | 0,21 |
| Total                   | Total                          | 16 113 | 100,00 / 100,00 |      |
| Eleitorado/Participação | Eleitorado/Participação        | 26 795 | 60,13 / 100,00  | 0,43 |

| Freguesia               | %     | %     | %     | %    | %    | %    | Votantes |
| Freguesia               | PS    | PSD   | CDU   | PP   | BE   | PCTP | Votantes |
| ----------------------- | ----- | ----- | ----- | ---- | ---- | ---- | -------- |
| Abela                   | 37,04 | 22,82 | 30,28 | 3,24 | 1,41 | 2,68 | 710      |
| Alvalade                | 32,48 | 23,91 | 33,57 | 4,28 | 2,02 | 1,25 | 1 284    |
| Cercal do Alentejo      | 45,67 | 17,07 | 25,44 | 3,31 | 1,70 | 3,60 | 2 056    |
| Ermidas-Sado            | 45,69 | 22,72 | 24,34 | 2,74 | 2,01 | 0,97 | 1 241    |
| Santa Cruz              | 51,13 | 16,54 | 18,80 | 7,14 | 1,88 | 2,63 | 266      |
| Santiago do Cacém       | 42,61 | 26,96 | 18,56 | 5,25 | 2,37 | 1,45 | 3 713    |
| Santo André             | 37,81 | 30,39 | 12,35 | 8,88 | 7,04 | 1,16 | 5 068    |
| São Bartolomeu da Serra | 29,28 | 20,15 | 36,12 | 6,84 | 1,14 | 3,04 | 263      |
| São Domingos            | 39,43 | 14,34 | 37,99 | 2,33 | 0,90 | 2,69 | 558      |
| São Francisco da Serra  | 36,14 | 30,88 | 19,65 | 5,61 | 1,75 | 2,28 | 570      |
| Vale de Água            | 48,44 | 14,84 | 27,60 | 2,86 | 0,78 | 3,91 | 384      |
| Santiago do Cacém       | 40,40 | 25,15 | 20,86 | 5,70 | 3,52 | 1,81 | 16 113   |

### Seixal
| Partido                 | Partido                        | Votos   | %               | +/-  |
| ----------------------- | ------------------------------ | ------- | --------------- | ---- |
|                         | Partido Socialista             | 26 790  | 38,80 / 100,00  | 4,41 |
|                         | Partido Social Democrata       | 17 681  | 25,61 / 100,00  | 6,68 |
|                         | Coligação Democrática Unitária | 13 123  | 19,01 / 100,00  | 5,18 |
|                         | Partido Popular                | 5 437   | 7,87 / 100,00   | 2,07 |
|                         | Bloco de Esquerda              | 3 242   | 4,70 / 100,00   | 1,17 |
|                         | Outros                         | 1 253   | 1,81 / 100,00   |      |
| Votos Inválidos         | Votos Inválidos                | 1 521   | 2,21 / 100,00   | 0,04 |
| Total                   | Total                          | 69 047  | 100,00 / 100,00 |      |
| Eleitorado/Participação | Eleitorado/Participação        | 111 762 | 61,78 / 100,00  | 0,58 |

| Freguesia            | %     | %     | %     | %     | %    | Votantes |
| Freguesia            | PS    | PSD   | CDU   | PP    | BE   | Votantes |
| -------------------- | ----- | ----- | ----- | ----- | ---- | -------- |
| Aldeia de Paio Pires | 37,64 | 17,40 | 28,26 | 7,73  | 4,43 | 4 926    |
| Amora                | 39,67 | 25,79 | 18,16 | 7,77  | 4,75 | 23 240   |
| Arrentela            | 37,03 | 22,68 | 24,24 | 7,38  | 4,30 | 12 317   |
| Corroios             | 39,87 | 27,42 | 15,35 | 8,02  | 5,41 | 21 948   |
| Fernão Ferro         | 36,67 | 34,54 | 11,53 | 10,16 | 2,92 | 5 032    |
| Seixal               | 35,35 | 17,68 | 36,36 | 4,42  | 3,41 | 1 584    |
| Seixal               | 38,80 | 25,61 | 19,01 | 7,87  | 4,70 | 69 047   |

### Sesimbra
| Partido                 | Partido                        | Votos  | %               | +/-  |
| ----------------------- | ------------------------------ | ------ | --------------- | ---- |
|                         | Partido Socialista             | 7 145  | 38,94 / 100,00  | 8,20 |
|                         | Partido Social Democrata       | 5 271  | 28,72 / 100,00  | 7,70 |
|                         | Coligação Democrática Unitária | 2 796  | 15,24 / 100,00  | 2,83 |
|                         | Partido Popular                | 1 514  | 8,25 / 100,00   | 2,16 |
|                         | Bloco de Esquerda              | 820    | 4,47 / 100,00   | 1,60 |
|                         | PCTP/MRPP                      | 201    | 1,10 / 100,00   | 0,08 |
|                         | Outros                         | 181    | 0,99 / 100,00   |      |
| Votos Inválidos         | Votos Inválidos                | 422    | 2,30 / 100,00   | 0,02 |
| Total                   | Total                          | 18 350 | 100,00 / 100,00 |      |
| Eleitorado/Participação | Eleitorado/Participação        | 30 275 | 60,61 / 100,00  | 0,65 |

| Freguesia           | %     | %     | %     | %     | %    | %    | Votantes |
| Freguesia           | PS    | PSD   | CDU   | PP    | BE   | PCTP | Votantes |
| ------------------- | ----- | ----- | ----- | ----- | ---- | ---- | -------- |
| Quinta do Conde     | 36,06 | 30,74 | 15,37 | 10,17 | 3,91 | 0,77 | 7 384    |
| Sesimbra (Castelo)  | 40,38 | 28,11 | 14,53 | 7,27  | 4,41 | 1,40 | 7 194    |
| Sesimbra (Santiago) | 41,81 | 25,95 | 16,33 | 6,36  | 5,67 | 1,14 | 3 772    |
| Sesimbra            | 38,94 | 28,72 | 15,24 | 8,25  | 4,47 | 1,10 | 18 350   |

### Setúbal
| Partido                 | Partido                        | Votos  | %               | +/-  |
| ----------------------- | ------------------------------ | ------ | --------------- | ---- |
|                         | Partido Socialista             | 20 630 | 37,67 / 100,00  | 8,58 |
|                         | Partido Social Democrata       | 15 195 | 27,75 / 100,00  | 8,01 |
|                         | Coligação Democrática Unitária | 9 662  | 17,64 / 100,00  | 1,67 |
|                         | Partido Popular                | 4 460  | 8,14 / 100,00   | 1,33 |
|                         | Bloco de Esquerda              | 2 888  | 5,27 / 100,00   | 1,36 |
|                         | PCTP/MRPP                      | 591    | 1,08 / 100,00   | 0,12 |
|                         | Outros                         | 478    | 0,88 / 100,00   |      |
| Votos Inválidos         | Votos Inválidos                | 862    | 1,58 / 100,00   | 0,23 |
| Total                   | Total                          | 54 766 | 100,00 / 100,00 |      |
| Eleitorado/Participação | Eleitorado/Participação        | 92 200 | 59,40 / 100,00  | 0,74 |

| Freguesia                            | %     | %     | %     | %    | %    | %    | Votantes |
| Freguesia                            | PS    | PSD   | CDU   | PP   | BE   | PCTP | Votantes |
| ------------------------------------ | ----- | ----- | ----- | ---- | ---- | ---- | -------- |
| Gâmbia - Pontes - Alto da Guerra     | 35,27 | 19,89 | 30,62 | 6,50 | 3,11 | 1,89 | 2 061    |
| Sado                                 | 37,49 | 12,58 | 38,14 | 4,53 | 2,35 | 2,25 | 2 934    |
| São Lourenço                         | 37,24 | 30,75 | 14,66 | 8,43 | 4,68 | 1,02 | 3 821    |
| São Simão                            | 37,18 | 27,14 | 18,89 | 8,58 | 4,15 | 1,32 | 2 192    |
| Setúbal - Nossa Senhora da Anunciada | 39,27 | 27,73 | 15,84 | 8,24 | 5,47 | 1,01 | 8 490    |
| Setúbal - Santa Maria da Graça       | 34,95 | 34,95 | 11,67 | 9,13 | 6,44 | 0,57 | 3 308    |
| Setúbal - São Julião                 | 32,68 | 39,18 | 10,12 | 8,51 | 6,92 | 0,35 | 9 387    |
| Setúbal - São Sebastião              | 39,90 | 24,18 | 18,86 | 8,34 | 5,13 | 1,24 | 22 573   |
| Setúbal                              | 37,67 | 27,75 | 17,64 | 8,14 | 5,27 | 1,08 | 54 766   |

### Sines
| Partido                 | Partido                        | Votos  | %               | +/-  |
| ----------------------- | ------------------------------ | ------ | --------------- | ---- |
|                         | Partido Socialista             | 2 411  | 40,00 / 100,00  | 6,41 |
|                         | Partido Social Democrata       | 1 449  | 24,04 / 100,00  | 8,01 |
|                         | Coligação Democrática Unitária | 1 311  | 21,75 / 100,00  | 3,17 |
|                         | Partido Popular                | 336    | 5,57 / 100,00   | 0,75 |
|                         | Bloco de Esquerda              | 256    | 4,25 / 100,00   | 1,08 |
|                         | PCTP/MRPP                      | 87     | 1,44 / 100,00   | 0,09 |
|                         | Outros                         | 52     | 0,87 / 100,00   |      |
| Votos Inválidos         | Votos Inválidos                | 125    | 2,07 / 100,00   | 0,04 |
| Total                   | Total                          | 6 027  | 100,00 / 100,00 |      |
| Eleitorado/Participação | Eleitorado/Participação        | 10 855 | 55,52 / 100,00  | 0,32 |

| Freguesia  | %     | %     | %     | %    | %    | %    | Votantes |
| Freguesia  | PS    | PSD   | CDU   | PP   | BE   | PCTP | Votantes |
| ---------- | ----- | ----- | ----- | ---- | ---- | ---- | -------- |
| Porto Covo | 43,05 | 23,51 | 21,85 | 4,47 | 2,98 | 0,83 | 604      |
| Sines      | 39,66 | 24,10 | 21,74 | 5,70 | 4,39 | 1,51 | 5 423    |
| Sines      | 40,00 | 24,04 | 21,75 | 5,57 | 4,25 | 1,44 | 6 027    |